# ミナミ活性化委員会
ミナミ活性化委員会（ミナミかっせいかいいんかい）は、産経新聞大阪本社が発起人となって、大阪府、大阪市、関西財界などの集まりで組織されていた団体。2008年12月5日、「ミナミまちづくりフォーラム」と統合して「ミナミまち育てネットワーク」（大阪府や大阪市、商店街をはじめ117の法人・個人が参加）が発足された。
大阪の元気を取り戻そうと、2002年11月に発足。道頓堀、難波界隈、通天閣など観光名所の多い大阪市南部を中心に、トークライブや講演会、各種イベントを開催し、『ミナミ』の町の活性化や“大阪の再生”を目指していた。キャッチフレーズは『めぐり逢えれば、ミナミ』。

## 委員
- 大阪府
- 大阪市
- 産経新聞大阪本社（幹事）
- 吉本興業
- 髙島屋
- 南海電気鉄道
- 近畿日本鉄道
- 西日本旅客鉄道
- 関西電力
- 大阪ガス
- サントリー
- アサヒビール
- キリンビール
- サッポロビール
- りそな銀行
- 関西アーバン銀行
- NTT西日本
- ラジオ大阪
- エフエム大阪
- イズミヤ
- 関西国際空港
- キリンビバレッジ
- 大阪21世紀協会

　ほか

## 事務局
- 大阪市浪速区湊町2-1-57　産経新聞大阪本社内